# Geotermalna energija
Geotermalna energija je vir energije, ki nastaja zaradi vroče zemeljske notranjosti.
V nekaterih delih sveta, na primer na Islandiji, so količine geotermalne energije, ki doseže površino, občutno večje kot drugod in se jo da neposredno uporabljati za ogrevanje hiš. V drugih državah ogrevajo stanovanja z vročo vodo iz vrtin, ki segajo od 2000 do 3000 m globoko.
Največje rezerve geotermalne energije so vsekakor globlje, pri okoli 6000 m globine. Ker so kamnine v tej globini suhe, je težje in dražje izčrpati toploto, ker je treba najprej shraniti vodo.
Problem izrabe geotermalne energije predstavljajo visoki zagonski stroški. Tudi vzdrževalni stroški zaradi rje niso zanemarljivi.

## Prednosti
Geotermalna energija ima številne prednosti pred tradicionalnimi viri energije, ki temeljijo na fosilnih gorivih. Največja prednost geotermalne energije je, da je čista in varna za okolje. Metoda se uporablja za pridobitev električne energije in ne proizvaja škodljivih emisij v okolje. Z uporabo geotermalne energije se zmanjšuje uporaba fosilnih goriv, zaradi tega se zmanjšujejo tudi emisije toplogrednih plinov.
Druga prednost so zaloge energije, ki so na razpolago. Zaloge geotermalne energije so praktično neizčrpne.
Geotermalne elektrarne zavzamejo malo prostora za razliko od na primer hidroelektrarn. Geotermalne elektrarne so zgrajene neposredno na viru energije in okolici zlahka oddaja toploto in električno energijo. Poleg majhnega zasedanja prostora so takšne elektrarne zelo zanesljive.
Geotermalna energija je zanesljiva, ker ni odvisna od vremenskih vplivov, za razliko od hidroelektrarn, ki so odvisne od količine vode na voljo. Solarni sistem ne zmore delati ponoči in je odvisen od vremenskih pogojev. Električna energija se lahko iz geotermalnih virov proizvaja 24 ur na dan.

## Pomanjkljivosti
Največja pomanjkljivost je, da ni veliko krajev, ki so primerni za geotermalno energijo in primerni za gradnjo geotermalnih elektrarn. Najboljše lokacije so tiste, ki imajo dovolj vroče zemeljske stene do globine primerene za vrtanje in da so dovolj mehke.
Geotermalne energije ni mogoče prevažati, zato se uporablja samo za ogravanje hiš v okoliških mestih in za proizvodnjo električne energije.
Problem pri uporabi je sproščanje snovi in plinov globoko iz zemlje, ki so lahko škodljivi, ko pridejo na površje. Najbolj nevaren je vodikov sulfid, ki je zelo koroziven in zelo težko ga je pravilno razpolagati.

## Potencial
Potencial geotermalne energije je ogromen, saj je 50000 krat več energije, kot pa se lahko pridobi iz naftnih goriv in zemeljski plinov po vsem svetu. Geotermalni viri se nahajajo v različnih globinah, iz plitve površine do več kilometrov globokih hranilnikov tople vode in pare, in se lahko privede do površine in izkoristi. V naravi se geotermalna energija  največkrat pojavi kot vulkan, izvir tople vode ali gejzirja. V nekaterih državah, se geotermalna energija uporablja že tisočletja v obliki zdravilišč.
Vendar se razvoj znanosti ni omejil le na področje medicinske uporabe geotermalne energije, ampak se je geotermalna energija usmerila v proces pridobivanja električne energije, ogrevanja domov in industrijskih obratov.
Ocenjuje se, da toplotni tok iz notranjosti Zemlje do površja znaša 42 TW. Do tega pride 8 TW iz zemljine skorje, ki predstavlja le 2% celotnega obsega, ampak je bogata z  radioaktivnimi izotopi, 32,3 TW iz plašča 82%, in le 1,7 TW iz jedra predstavlja 16% obseg, vendar ni izotopov. Vsa geotermalna energija na Zemlji bi se lahko ocenila na 12,6 × 10 24 MJ, in skorje Zemlje na 5,4 × 10 21 MJ. Vsekakor bi se lahko,samo le en majhen del vsega tega dobro izkoristil.
Svetovni geotermalni potencial je torej ogromen, skoraj 35 milijard krat večji od zneska sedanje potrebe po energiji, vendar se le zelo majhen del da lahko učinkovito izkoristiti, predvsem do globine 5000 m.

## Uporaba
Geotermalna energija se lahko uporablja za proizvodnjo električne energije v geotermalnih elektrarn, sistem daljinskega ogrevanja v stanovanjskih območjih, ogrevanje rastlinjakov.
Ogrevanje objekta in izkoriščanje geotermalne energije v procesu pridobivanja električne energije, ni edini način za uporabo te energije. Geotermalna energija se lahko uporablja tudi za druge namene, kot na primer pri proizvodnji papirja in pasterizacija mleka, bazeni, v procesu sušenja lesa in volne, živinoreja, in za mnoge druge namene.

### Ogrevanje
Geotermalna energija se je že v času rimskega cesarstva uporabljala za ogrevanje stavb.
V zadnjih letih se geotermalna energija uporablja za ogrevanje oz. za ogrevanje in hlajenje z uporabo toplotne črpalke. Takšni geotermalni sistemi so lahko sposobni prenašati toploto iz tal in v tla z minimalno porabo energije. Tudi z visokimi začetnimi stroški, se naložba relativno hitro povrne. Ne onesnažujejo okolje in so eden od najbolj učinkovitih sistemov za ogrevanje in hlajenje.
Najvišji geotermalni sistem, ki se uporablja za ogrevanje se nahaja v islandskem glavnem mestu Reykjaviku, kjer skoraj vse stavbe uporabljajo geotermalno energijo.
Geotermalna energija se uporablja v kmetijstvu za povečanje donosa. Voda iz geotermalnih rezervoarjev se uporablja za ogrevanje rastlinjaka za pridelavo cvetja in zelenjave. Z ogrevanjem tople grede se ne upošteva samo segrevanje zraka, vendar pa se segrevajo tudi tla, na katerem rastejo rastline.

### Proizvodnja električne energije
Ena izmed najbolj zanimivih oblik izkoriščanja geotermalne energije je proizvodnja električne energije. Tukaj se koristi voda in para iz Zemlje, da se zažene generator, pri tem ne pride do zgorevanja fosilnih goriv in škodljivih emisij v ozračju, sprosti se le para. Dodatna prednost je, da se lahko taka pooblastila izvajajo v različnih naravnih okoljih.
Princip delovanja je preprost: hladna voda prihaja do vroče granitne stene, ki so blizu površine in ven izhlapeva vroča para, ki pride na več kot 200 °C in visokim pritiskom pare, ki nato poganja generatorje.
Trenutno se uporabljajo tri osnovne vrste geotermalnih elektrarn:
- Princip suhe pare - uporablja se zelo vroča para, običajno nad 235 °C. Para se uporablja za neposredni zagon turbine generatorja. To je najpreprostejši in najstarejši način delovanja in se še vedno uporablja, ker je daleč najcenejši princip proizvodnje električne energije iz geotermalnih virov. Prva geotermalna elektrarna v Landerellu pri uporabi tega načela.
- Princip ločevanja pare - uporablja se vroča voda iz geotermalnih zbiralnikov, ki je pod velikim pritiskom in temperaturah nad 182 °C. S črpanjem vode iz teh rezervoarjev proti elektrarni se na površini zmanjšuje tlak in topla voda se spremeni v paro in zaganja turbine. Voda ki se ni spremenila v paro pa se vrne nazaj v rezervoar za ponovno uporabo. Večina sodobnih geotermalnih elektrarn uporablja ta princip delovanja.
- Binarni princip - voda, ki je uporabljena v binarnem principu je hladnejša od vode, ki jo uporabljamo v ostalih principih proizvodnje električne energije iz geotermalnih virov. V binarnem principu se toplo vodo uporablja za ogrevanje tekočin, ki ima precej nižjo temperaturo od vrelišča vode, a ta tekočina se izpari pri temperaturi tople vode in zažene turbine generatorja. Prednost tega principa je večja učinkovitost postopka, ter razpoložljivost potrebnih geotermalnih rezervoarjev je veliko večji kot za druge postopke. Dodatna prednost je popolno zaprtje sistema, ker se uporabljena voda vrača nazaj v rezervoar, tako da toplotne izgube ni, in ni skoraj nobene izgube vode. Večina načrtovane nove geotermalne elektrarne bodo uporabile ta princip delovanja.

Princip, ki se bo uporabljal pri izgradnji nove geotermalne elektrarne bo odvisen od vrste geotermalnih virov energije, to je temperature, globine, kakovosti vode in pare v izbrani regiji. V vseh primerih, se kondenzirana para in ostanki geotermalne tekočine vrnejo nazaj v luknjo in s tem povečujejo vzdržljivost geotermalnih virov.
»www.our-energy.com«.

## Geotermalna energija v svetu
Geotermalna energija se izkorišča v več državah na svetu: Islandija, Združene države Amerike, Italija, Nemčija, Francija, Litva, Nova Zelandija, Mehika, Nikaragva, Costa Rica, Rusija, Slovenija, Indonezija, Ljudska republika Kitajska, Japonska.